# Теорије завере о израелској употреби животиња ради шпијунирања
Теорије завере које укључују Израел повремено се могу наћи у медијима или на интернету, обично у земљама са муслиманском већином, у којима се наводи да Израел користи животиње за напад на цивиле или за шпијунажу. Ове завере се често наводе као доказ ционистичке или израелске завере.
Примери укључују нападе ајкула у Египту у децембру 2010. године, тврдње Хезболаха о хватању израелских шпијунских орлова, и хватање белоглавог супа 2011. у Саудијској Арабији који је носио сателитски уређај за праћење означен са израелским ознакама.

## Птице
Птице (као и друге животиње) се често означавају Џи-Пи-Ес уређајима за праћење или идентификационим тракама како би се забележила њихова кретања ради праћења миграције животиња и слично. Снимци високе резолуције доступне из система са омогућеним Џи-Пи-Есом могу потенцијално омогућити строжу контролу заразних болести које се преносе животињама, као што је сој птичјег грипа Х5Н1.
Према Охаду Хацофеу, екологу из Израелске управе за природу и паркове, идеја да се означене птице користе за шпијунирање је апсурдна. "Птице и друге дивљачи припадају свима нама и морамо да сарађујемо", навео је он. „Незнање изазива ова глупа уверења да се користе за шпијунирање.

### Ветрушка
Ветрушка је чест посетилац Израела и Турске током сезоне гнежђења.
Хезболах је 2013. године тврдио да је ухватио израелске шпијунске орлове.
Исте године су сељани у провинцији Елазıг у Турској открили ветрушку која је носила израелску траку за стопала. У почетку је медицинско особље на Универзитету Фират идентификовало птицу као „израелског шпијуна“ у својим регистрационим документима, међутим након детаљних медицинских прегледа, укључујући рендгенске снимке, утврђено је да птица не носи електронску опрему. Није подигнута оптужница, а ветрушка је ослобођена и дозвољено јој је да настави свој лет.

### Пчеларица
У мају 2012, мртву европску пчеларицу са израелском траком за ноге, коју су природњаци користили за праћење птица селица, пронашли су сељани у близини града Газиантепа на југоистоку Турске. Сељани су били забринути да је птица можда носила микрочип израелске обавештајне службе да шпијунира то подручје и упозорили су локалне званичнике. Шеф покрајинске управе за пољопривреду и сточарство у Газијантепу Акиф Асланпај прегледао је леш пчелара и изјавио да је установио да је „нос птице веома другачији и много лакши од осталих“ и да „може да буде користе за аудио и видео“, што, „у случају Израела, раде“. Јединица за борбу против тероризма се укључила пре него што је турско министарство пољопривреде уверило сељане да је уобичајено опремање птица селица прстеновима како би се пратило њихово кретање.
Дописник Би-Би-Сија, Џонатан Хед, приписао је догађај његовом мишљењу да „невероватне теорије завере лако пуштају корене у Турској, са наводним израелским заверама у које се најшире верује“.

### Лешинари
У децембру 2012, један судански лист је известио да је суданска влада ухватила лешинара у граду Кереинеку, за којег су рекли да је израелска шпијунска птица и да је означен на хебрејском и опремљен електронским уређајима.
Еколог Охад Хазофе рекао је за израелски новински сајт Инет: „Ово је млади лешинар који је означен, заједно са 100 других, у октобру. Има две траке за крила и чип за праћење немачке производње." Хазофе је негирао да уређај има било какве фотографске могућности. У интервјуу за Си-Ен-Ен, он је изјавио да „нисам стручњак за обавештајне послове, али шта би се научило постављањем камере на лешинара? Не можете то контролисати. То није дрон који можете да пошаљете где желите. Каква би била корист од гледања како лешинар једе унутрашњост мртве камиле?"

### Орлови
Хезболах је 2013. године тврдио да је израелски шпијунски орао ухваћен у Либану. Тврдили су да је орао једна од многих птица које је Израел послао да шпијунирају и прикупљају информације путем Џи-пи-ес предајника широм Блиског истока. Универзитет у Тел Авиву је одговорио: „[Јутрос] медији су известили о израелском „шпијуну“ којег је ухватио Хезболах. „Шпијун“ је грабежљива птица која је била део истраживачког пројекта који је спровео Универзитет у Тел Авиву о грабљивицима“.
Орао који је оборен и испоручен Хезболаху, био је млади и угрожени пругасти орао. Израелски орнитолог Јоси Лешем рекао је да прати птицу ради истраживања и да је „невероватно фрустриран" што је убијена. „Нажалост, ова птица је направила глупу грешку преселивши се у Либан. "Није довољно што убијају људе, сада убијају и птице".
Редак обележени орао из природног резервата Голанске висоравни Гамла којег су заробиле сиријске опозиционе снаге и за кога се први пут сумњало да је носио уређаје за електронско шпијунирање враћен је у Израел 5. септембра 2017. године, као гест и признање медицинског третмана који је Израел пружио Сиријцима током сиријског грађанског рата.

### Белоглави супови
Белоглави суп је скоро нестао са планина Израела и предмет је пројекта реинтродукције. У оквиру тог пројекта, лешинари су означени радијима и етикетама како би се пратила популација.
Године 2011. белоглави суп са распоном крила од око 2.4 ловац је ухватио у близини Хаила у Саудијској Арабији како је носио Џи-Пи-ес уређај и ознаку на нози „Универзитета Тел Авив“. Међу мештанима су се прошириле гласине, поновљене у неким саудијским новинама, да је птицу послао Израел да шпијунира земљу.
Принц Бандар бин Султан, тадашњи генерални секретар Саудијског савета за националну безбедност, одбацио је гласине, рекао је да је опрема на птици једноставно ту за научно проучавање и да ће птица брзо бити пуштена. Саудијске државни органи надлежни за дивље животиње сложиле су се да је опрема била искључиво у научне сврхе. „Неки саудијски новинари су пожурили да пренесу вест о овој птици да би добили оцену без провере информација… требало је да питају надлежне власти о птици пре објављивања такве вести“, рекао је Бандар. Израелски званичници описали су те гласине као "смешне" и рекли да су "запрепашћени".
Портпарол израелске Управе за паркове и природу рекао је израелском дневнику Ма'арив да израелски научници користе Џи-пи-ес уређаје за праћење миграционих рута. „Уређај не ради ништа више од примања и чувања основних података о томе где се птица налази“, рекао је он. Израелски орнитолог Јоси Лешем са Универзитета у Тел Авиву рекао је да је ово треће такво задржавање птице коју су израелски научници пратили у последње три деценије. Он је известио да су суданске власти притвориле египатског лешинара касних 1970-их и ружичастов несита раних 1980-их, а оба су носила израелску опрему која се користила за праћење миграције животиња.
У јануару 2016, белоглавог супа са израелском ознаком ухватили су становници либанског села Бинт Јбеил под сумњом за шпијунажу након што је прелетео четири километра преко границе. Птица је била везана конопцем и, према речима либанских безбедносних званичника, проверена да ли има уређаја за прислушкивање. Птицу су мировне снаге УН касније вратиле у Израел.

## Риба

### Ајкуле
У децембру 2010. догодило се неколико напада ајкула код одмаралишта Шарм ел Шеик у Египту на јужном Синају.
Након напада, у интервјуу за популарну, али контроверзну телевизијску емисију Тавфика Окаше Egypt Today, капетан Мустафа Исмаил, представљен као „познати ронилац”, навео је да је уређај за праћење пронађен на једној од ајкула заправо „уређај за навођење” који су подметнули израелски агенти. Подстакнут у телевизијском интервјуу за коментаре, гувернер Јужног Синаја, Мохамед Абдул Фадхил Шуша, у почетку је рекао: „Оно што се говори о томе да је Мосад бацио смртоносну ајкулу [у море] да погоди туризам у Египту није искључено. Али треба времена да се потврди.“ Израелско министарство спољних послова је у свом одговору сугерисало да је Шуша гледао „ Филм Ајкула превише пута“. Гувернер је касније одбацио било какву везу између догађаја и Израела.
Описујући везу завере са Израелом као „тужну”, професор Махмуд Ханафи, морски биолог са Универзитета у Суецком каналу, истакао је да морски биолози користе Џи-пи-ес уређаје да прате ајкуле, а не да их контролишу на даљину. Египатски званичници су сугерисали да су напади последица прекомерног риболова, илегалног храњења, бацања лешева оваца преко палубе или неуобичајено високе температуре воде.
Амр Јосеф, ванредни професор политичких наука на Америчком универзитету у Каиру, написао је да су ова и друге сличне теорије завере резултат погрешног схватања египатске јавности да је Израел свемоћан. Јосеф је написао: „Без обзира што такве тврдње немају чињеничне или логичне основе, нико не престаје да пита зашто би се Израел који се суочава са озбиљним безбедносним изазовима (Иран, Хамас, Хезболах, итд.) заокупљао таквим стварима.

## Сисари
Одбрамбене снаге Израела користе сисаре од свог оснивања 1948.
Чопорне животиње као што су мазге и камиле се користе за преговарање по грубим теренима и опрему за вучу. ИДФ спроводи обуку за специјалне операције са ламама које су у стању да сакрију војнике од уређаја за детекцију топлоте. Противтенковски пси су коришћени у операцији Плаво и смеђе, нападу 1988. на штаб Народног фронта за ослобођење Палестине – Генералне команде у Либану. Антилопе и орикси су уведени у базе израелске војске ради чишћења вегетације, док се овце Барбари користе за чување складишта муниције. Међу сисарима који се наводе у теоријама завере о животињама везаним за Израел су свиње, хијене, глодари и делфини.

### Делфини
Прва оптужба да Израел упошљава делфине за шпијунажу изречена је 19. августа 2015. када су Хамасове бригаде Из ад-Дин ал-Касам тврдиле да су ухватиле једног који је носио камере и другу опрему код обале Газе.
Иранска новинска агенција Фарс назвала га је уместо тога „робот делфин произведен у Израелу опремљен опремом за шпијунажу, укључујући камере за видео снимање“.
„Израел се није зауставио само на крвавим нападима на појас Газе“, објавио је палестински дневник Ал Кудс на арапском језику. „Сада је регрутовало воденог љубимца, делфина, познатог по пријатељском опхођењу са људима, да га користи за операције убијања поморских командоса бригаде Касам. Израелске одбрамбене снаге нису одговориле на оптужбе, али часопис Форин Полиси је приметио да, иако су „делфине користиле разне војске, укључујући и Сједињене Америчке Државе и Русију, овај извештај вероватно спада у оно што је изненађујуће плодан жанр теорија завере: идеја да израелска обавештајна служба рутински користи све врсте птица и других животиња као оруђе за шпијунажу." Без обзира на то, у јануару 2022. маскирани портпарол бригада Ал-Касам је у видео поруци тврдио да су израелске снаге безбедности недавно користиле још једног делфина да јуре Хамасове војнике са обале појаса Газе.

### Свиње
У неколико наврата, председник Палестинске управе Махмуд Абас оптужио је Израел да пушта дивље свиње да уништи пољопривредна поља на Западној обали како би нанео штету производњи и застрашио палестинске фармере. „Сваке ноћи пуштају дивље свиње против нас“, цитиран је Абас у једном говору. Званичник израелске владе одбацио је оптужбе, коментаришући да је „Штета што је председник Палестинске управе изабрао да пропагира такво смеће, и то поставља питања о његовом стварном ставу према Израелу“. Дана 5. маја 2016. године, 10-годишњу палестинску девојчицу угризла је дивља свиња  или свиња за руку и услед тога је претрпела шок. Палестинци су кривили израелске насељенике да су намерно пуштали вепрове на Западну обалу како би намерно напали сељане као начин да их држе подаље од своје земље, док су други тврдили да је израелска баријера на Западној обали „утицала на станиште дивљих свиња, што је вероватно довело до концентрације животињске популације у појединим областима“.

### Пацови
Оптужбе у вези са пацовима биле су у вестима 13. марта 2018, када је јордански ТВ водитељ др Бакр Ал Абади рекао својим гледаоцима на јорданској Prime TV да ционистички ентитет пушта пацове који ће наносити штету њиховој пољопривредној производњи, нападати њихову децу, све са циљем да се уништи арапски свет.

## Рептили
У фебруару 2018. Хасан Фирузабади, војни саветник иранског врховног лидера Алија Хамнеија, оптужио је западне земље, укључујући Израел, да шпијунирају иранске нуклеарне локације користећи гуштере и камелеоне, који према њему привлаче „атомске таласе“. „Сазнали смо да њихова кожа привлачи атомске таласе и да су они шпијуни који су желели да сазнају где унутар Исламске Републике Иран имамо руднике уранијума и где се бавимо атомским активностима“, рекао је он.

## Коментар шаблона
Пишући та Тајмсу, Џејмс Хидер је повезао одговоре на инцидент са ајкулама са реакцијама на инцидент са лешинарима и приписао реакције у арапским земљама „параноји међу непријатељима Израела и његовим номиналним пријатељима“, додајући да су „докази да Мосад користи животиње оскудни."
Џексон Дил из Вашингтон поста је такође повезао ова два догађаја, пишући да арапски медији и званичници који шире фантазије о Мосадовим ајкулама и шпијунским птицама „заслужују да буду исмевани“. Помињући теорију Брета Стивенса, да су теорије завере пример „смањења арапског ума“, Дил је написао да параноја у ствари има и бенигније објашњење, пошто су стварне тајне операције Израела „готово фантастичне као и фантазије“.
Према новинару ел Хазену који пише за дар Дар Ал Хајату, људи „увек траже објашњења која одговарају њиховим предрасудама или хировима, иако таква објашњења често истини, логици и разуму дају шамар у лице“. Он је такође додао да концепт теорија завера није ограничен на Арапе.
Гил Јарон је написао у Торонто Стару да „многе животиње несумњиво служе у израелској војсци и безбедносним службама: пси њуше бомбе, а алпака помажу планинарима да носе своје терете. [...] Али приче о употреби ајкула, птица, глодара или, како се такође тврди, инсеката у служби војске више су плод маште него чврсте чињенице.“